# Amauris phoedon
Amauris phoedon — вид бабочек из подсемейства данаидовых. Эндемик острова Маврикий. По данным МСОП, этот вид находится в состоянии уязвимого таксона (VU).
Кормовым растением личинок является Tylophora asthmatica.